# Supercoppa italiana 2008
Supercoppa italiana 2008 byl dvacátý první ročník soutěže o trofej Supercoppa italiana, tedy o italský fotbalový Superpohár. Již potřetí za sebou se střetly týmy FC Inter Milán jakožto vítěz Serie A ze sezony 2007/08 a celek AS Řím, který se ve stejné sezoně (tj. 2007/08) stal vítězem italského fotbalového poháru Coppa Italia.
Zápas se odehrál 24. srpna 2008 v italském městě Milán na Stadio Giuseppe Meazza. Zápas vyhrál a počtvrté získal tuhle trofej klub FC Inter Milán.

## Detaily zápasu
| 24. srpen 2008 20:45 SELČ |        |                         |                                                                             |
| FC Inter Milán            | 2 – 2  | AS Řím                  | Stadio Giuseppe Meazza, Milán diváci: 43 400 rozhodčí: Massimiliano Saccani |
| Muntari 18' Balotelli 84' | Report | 60' De Rossi 90'Vučinić | Stadio Giuseppe Meazza, Milán diváci: 43 400 rozhodčí: Massimiliano Saccani |

|                                                                               |       | Penaltový rozstřel                                          |  |
| Ibrahimović Balotelli Stanković Cambiasso Maxwell Luis Jiménez Javier Zanetti | 6 : 5 | Vučinić Júlio Baptista Cassetti De Rossi Totti Pizarro Juan |  |

| FC Inter Milán | AS Řím |

| G             | 12 | Júlio César        |      |     |
| D             | 13 | Maicon             |      |     |
| D             | 16 | Nicolás Burdisso   |      | 91' |
| D             | 19 | Esteban Cambiasso  |      |     |
| D             | 6  | Maxwell            |      |     |
| C             | 4  | Javier Zanetti     |      |     |
| C             | 20 | Sulley Muntari     |      |     |
| C             | 7  | Luís Figo          |      | 67' |
| C             | 5  | Dejan Stanković    | 120' |     |
| C             | 33 | Mancini            |      | 72' |
| A             | 8  | Zlatan Ibrahimović | 40'  |     |
| Náhradníci:   |    |                    |      |     |
| G             | 1  | Francesco Toldo    |      |     |
| D             | 24 | Nelson Rivas       |      | 91' |
| C             | 11 | Luis Jiménez       |      | 72' |
| C             | 30 | Pelé               |      |     |
| A             | 9  | Julio Ricardo Cruz |      |     |
| A             | 18 | Hernán Crespo      |      |     |
| A             | 45 | Mario Balotelli    | 113' | 67' |
| Trenér:       |    |                    |      |     |
| José Mourinho |    |                    |      |     |

| G                 | 32 | Doni              |     |     |
| D                 | 77 | Marco Cassetti    | 85' |     |
| D                 | 5  | Philippe Mexès    |     |     |
| D                 | 4  | Juan              |     |     |
| D                 | 17 | John Arne Riise   |     | 79' |
| C                 | 16 | Daniele De Rossi  |     |     |
| C                 | 7  | David Pizarro     | 31' |     |
| C                 | 8  | Alberto Aquilani  |     | 89' |
| C                 | 20 | Simone Perrotta   |     | 86' |
| C                 | 19 | Júlio Baptista    |     |     |
| A                 | 9  | Mirko Vučinić     | 12' |     |
| Náhradníci:       |    |                   |     |     |
| G                 | 25 | Artur             |     |     |
| D                 | 2  | Christian Panucci |     |     |
| D                 | 15 | Simone Loria      |     |     |
| D                 | 22 | Max Tonetto       |     | 79' |
| C                 | 33 | Matteo Brighi     |     |     |
| A                 | 10 | Francesco Totti   |     | 86' |
| A                 | 89 | Stefano Okaka     |     | 89' |
| Trenér:           |    |                   |     |     |
| Luciano Spalletti |    |                   |     |     |